# Vladislav Bóbrik
Vladislav Iúrevitx Bóbrik (rus: Владислав Юрьевич Бобрик) (Novossibirsk, 6 de gener de 1971) va ser un ciclista rus, que fou professional entre 1993 i 1999. La seva principal victòria fou la Volta a Llombardia de 1994.

## Palmarès
- 1990
  - Vencedor d'una etapa del Tour de Trump
- 1991
  - Vencedor d'una etapa de la Redlands Classic
- 1994
  - 1r a la Volta a Llombardia
  - Vencedor d'una etapa de la Volta a Aragó
  - Vencedor d'una prova del Trofeo dello Scalatore
- 1995
  - 1r al Memorial Josef Voegeli
  - Vencedor d'una etapa de la París-Niça
- 1997
  - 1r al Memorial Nencini

### Resultats al Tour de França
- 1994. 62è de la classificació general
- 1998. Abandona (10a etapa)

### Resultats al Giro d'Itàlia
- 1993. 61è de la classificació general
- 1995. 28è de la classificació general
- 1998. 23è de la classificació general

### Resultats a la Volta a Espanya
- 1996. 16è de la classificació general